# Feßbach (Lietenbach)
Der Feßbach – gesprochen [ˈfesˌbax], also mit kurzem /e/ – ist ein über 2,5 km langer Bach im Gebiet der Gemeinde Kupferzell im Landkreis Schwäbisch Hall im nordöstlichen Baden-Württemberg, der im Dorf Kupferzell von links und Osten in den unteren Lietenbach mündet. Die letzten hundert Meter des verdolten Lietenbachs zwischen dem Zufluss des Feßbachs und seiner Mündung in die Kupfer in Kupferzell werden teils auch nach diesem seinem linken Oberlauf „Feßbach“ genannt.

## Name
Der Ortschaft Feßbach liegen die Ersterwähnungen Velselsbach (1319) und Vesselspach (1357) zugrunde. Als mittelhochdeutsche Grundform des Flussnamens ist daher *Vesselsbach anzunehmen. Die ursprüngliche Bedeutung des Namens war also Bach des *Fuzzils (Personenname).

## Geographie

### Verlauf
Der Feßbach beginnt seinen offenen Grabenlauf ca. 1,2 km nordöstlich der Ortsmitte von Kupferzell-Feßbach zwischen den Gewannen Löchle und Haseläcker neben einem Wirtschaftsweg zwischen Feldern auf etwa 358 m ü. NHN. Bis zumindest zu Anfang der 1930er Jahre lag die Quelle des Baches in noch nicht flurbereinigter Flur etwa 300 Meter weiter nordöstlich auf etwa 368 m ü. NHN neben der L 1036 Rüblingen–Feßbach. Rund 150 m nordöstlich dieser Quelle lag ein Erdfall, von dem 1947 eine Verbindung zur Quelle durch einen Markierungsversuch festgestellt wurde. In der Gegenwart liegt hier ein Aussiedlerhof.
Der Bachgraben verläuft zunächst etwa 800 Meter lang in Richtung Südwesten, teilweise neben Feldwegen. Nur auf einem Teilabschnitt hiervon zeigt er einen etwas geschlungenen Verlauf und ist von einer Baumreihe begleitet. Dann knickt der Feßbach an einem Feldwegkreuz auf etwa 346 m ü. NHN dauerhaft nach Westen, an dem entlang einem anderen Feldweg ein nur etwa 0,8 km langer Graben aus der Gamertsklinge im Ostsüdosten zumündet.
Auf dem neuen Abschnitt zieht der Bach neben einem Feldweg etwa 1,2 km weit westwärts und passiert dabei das Dorf Feßbach am rechten Ufer, wo die K 2368 den Bach quert. Einzige Zuläufe auf diesem völlig baum- und strauchlosen Abschnitt sind zwei linke Weggräben von unter einem halben Kilometer Länge – aus den Gewannen Treiffel und Grund – und dazwischen der heute unterirdisch verdolte Abfluss des Feuersees am Nordostrand von Feßbach.
Wenige Meter nach dem Wechsel über die Gemarkungsgrenze zum zentralen Kupferzell tritt der Bach dann in den baumreichen Park um das ehemalige Residenzschloss Kupferzell ein. Darin durchfließt er auf etwa 333 m ü. NHN einen Teich von 0,2 ha Größe. Nach diesem tritt er in eine Verdolung ein und erreicht an der Nordecke des Schlosses vorbei am Abzweig der Schlossstraße die Marktstraße. Gut 100 Meter weiter mündet er vor dem Rathaus unter dem Marktplatz auf etwa 330 m ü. NHN von links und Osten in den ebenfalls schon verdolten Lietenbach, dessen hier beginnender, nur noch gut 100 Meter langer, ebenfalls westwärts ziehender unterirdischer Unterlauf-Abschnitt teilweise auch nach dem Feßbach benannt wird.
Der Lauf des Feßbachs ist ab seinem Grabenanfang 2,6 km lang und mündet 28 Höhenmeter unterhalb dieses Ursprungs, was einem mittleren Sohlgefälle von 11 ‰ entspricht.

### Einzugsgebiet
Der Feßbach hat ein 2,9 km² großes Einzugsgebiet, dass naturräumlich gesehen zum Unterraum Kupferzeller Ebene und Kocheneck der Hohenloher und Haller Ebene gehört. Der mit etwa 391 m ü. NHN höchste Punkt darin liegt an seiner Ostspitze am Rand des Waldes Bachenstein und etwa 600 Meter südwestlich des Ortsrandes von Rüblingen. Geologisch ist das Gebiet vom Lettenkeuper (Erfurt-Formation) geprägt, der tiefsten Schicht des Keupers, der in jüngerer quartärer Zeit noch auf den Randhügeln mit Lösssediment überlagert wurde, das nun backenförmig die Feßbach-Talmulde einfasst. Erst am Ortsrand von Kupferzell setzt der Oberer Muschelkalk ein, in dem der Feßbach auch mündet.
Das Einzugsgebiet ist völlig waldfrei, in der Flur liegen fast ausschließlich große, flurbereinigte Ackerflächen, die nicht selten von drei oder sogar vier Feldwegen begrenzt sind. Es liegt größtenteils auf der Feßbacher Teilortgemarkung von Kupferzell, die einzigen Siedlungsplätze darin sind einige Aussiedlerhöfe von Feßbach aus neuerer Zeit, das kleine Dorf Feßbach rechts des gleichnamigen Lietenbach-Zuflusses und ein östlicher Sektor des Gemeindesitzes Kupferzell.
Reihum konkurrieren die folgenden Bäche:
- hinter der rechten Wasserscheide von der Mündung aufwärts im Nordwesten und Norden der aufnehmende Lietenbach mit seinem Mittel- und Oberlauf;
- hinter der anschließenden östlichen Wasserscheide der Rüblinger Bach, der zum Eschentaler Bach entwässert;
- hinter der linken und südlichen Wasserscheide der Ohrnbach, der letzte Zufluss nun wieder der Kupfer vor dem Lietenbach.

### LUBW
Amtliche Online-Gewässerkarte mit passendem Ausschnitt und den hier benutzten Layern: Lauf und Einzugsgebiet des Feßbachs

Allgemeiner Einstieg ohne Voreinstellungen und Layer: Daten- und Kartendienst der Landesanstalt für Umwelt Baden-Württemberg (LUBW) (Hinweise)
1. 1 2 3 4  Höhe nach dem Höhenlinienbild auf dem Hintergrundlayer Topographische Karte.
2. ↑  Länge nach dem Layer Gewässernetz (AWGN) abzüglich eines auf dem Hintergrundlayer Topographische Karte abgemessenen Anfangsstücks, das heute drainiert bzw. verrohrt im Untergrund bis zum Beginn des offenen Grabenlaufs verläuft.
3. ↑  Einzugsgebiet abgemessen auf dem Hintergrundlayer Topographische Karte.
4. ↑  Länge abgemessen auf dem Hintergrundlayer Topographische Karte.
5. ↑  Seefläche nach dem Layer Stehende Gewässer.

### Andere Belege
1. ↑  Modellierte Werte nach Abfluss-BW Gewässerknoten MQ/MNQ
2. ↑  Albrecht Greule: Deutsches Gewässernamenbuch. Walter de Gruyter, Berlin / Boston 2014, ISBN 978-3-11-057891-1, S. 145, „Fessbach“ (Auszug in der Google-Buchsuche).
3. ↑  Früherer Bachlauf auf dem Meßtischblatt 6724 Künzelsau von 1932 in der Deutschen Fotothek
4. ↑  Horst Brunner: Blatt 6724 Künzelsau der Geologischen Karte von Baden-Württemberg, Erläuterungen. Freiburg im Breisgau 1998, S. 102.
5. ↑  Unterlaufname Feßbach nach dem Layer WMS ALKIS Basis auf: Geoportal Baden-Württemberg (Hinweise)
6. ↑  Wolf-Dieter Sick: Geographische Landesaufnahme: Die naturräumlichen Einheiten auf Blatt 162 Rothenburg o. d. Tauber. Bundesanstalt für Landeskunde, Bad Godesberg 1962. → Online-Karte (PDF; 4,7 MB)
7. ↑  Geologie grob nach: Mapserver des Landesamtes für Geologie, Rohstoffe und Bergbau (LGRB) (Hinweise)